# Proisotomurus fuscus
Proisotomurus fuscus är en urinsektsart som beskrevs av John Tenison Salmon 1944. Proisotomurus fuscus ingår i släktet Proisotomurus och familjen Isotomidae. Inga underarter finns listade i Catalogue of Life.